# Espeusipo
Espeusipo (Mirrinunte, Antigua Grecia; c. 408 a. C.– 339 a. C.)  fue un filósofo griego que llegó a ser escolarca de la Academia de Atenas.
Sucedió a Platón, su tío, como escolarca en la dirección de la Academia en el año 347 a. C. De sus obras sólo quedan algunas versiones fragmentarias, de las cuales se conocen algunas teorías básicas propuestas por él. Testimonios registrados en Aristóteles y Simplicio indican, por una parte, que dio prominencia a una teoría de géneros a partir de la diairesis o división, que es criticada por Aristóteles mismoen Generación de los animales.
En la época post-platónica de la Academia, las figuras del discurso tuvieron prevalencia. Esto quiere decir que se construyeron figuras del discurso llamadas onimias, como la sinonimia, homonimia, paronimia, heteronimia y polinimia. Este avance de Espeusipo no es menor, en tanto que fragmentos de Simplicio de Cilicia sobre Aristóteles y los estoicos toman sus posturas -ya sea a favor o en contra- para elaborar una historia del estudio de los términos del discurso. Esto ocurre de manera notable en el comentario de Simplicio a las Categorías de Aristóteles.
De acuerdo a Aristóteles, otorgó a la teoría de los números de Pitágoras una situación distinguida, junto a la teoría de las formas. Según algunos autores como Giovanni Reale o Hans Krämer Espeusipo es una fuente importante para conocer las doctrinas no escritas de Platón.